# Камон (Сома)
Камон (фр. Camon) насеље је и општина у североисточној Француској у региону Пикардија, у департману Сома која припада префектури Амјен.
По подацима из 2011. године у општини је живело 4517 становника, а густина насељености је износила 350,16 становника/km². Општина се простире на површини од 12,9 km². Налази се на средњој надморској висини од 30 метара (максималној 84 m, а минималној 22 m).

## Демографија
| 1962. | 1968. | 1975. | 1982. | 1990. | 1999. | 2011. |
| ----- | ----- | ----- | ----- | ----- | ----- | ----- |
| 2.110 | 3.008 | 4.350 | 4.214 | 3.920 | 4.366 | 4.517 |

График промене броја становника у току последњих година